# Porto Central
Porto Central é um complexo industrial portuário multipropósito em desenvolvimento no município de Presidente Kennedy, localizado na região sul do estado do Espírito Santo, Brasil.
Com uma área de aproximadamente 2.000 hectares e águas profundas, o porto tem capacidade para receber grandes navios, como Panamax, Valemax, e VLCCs.

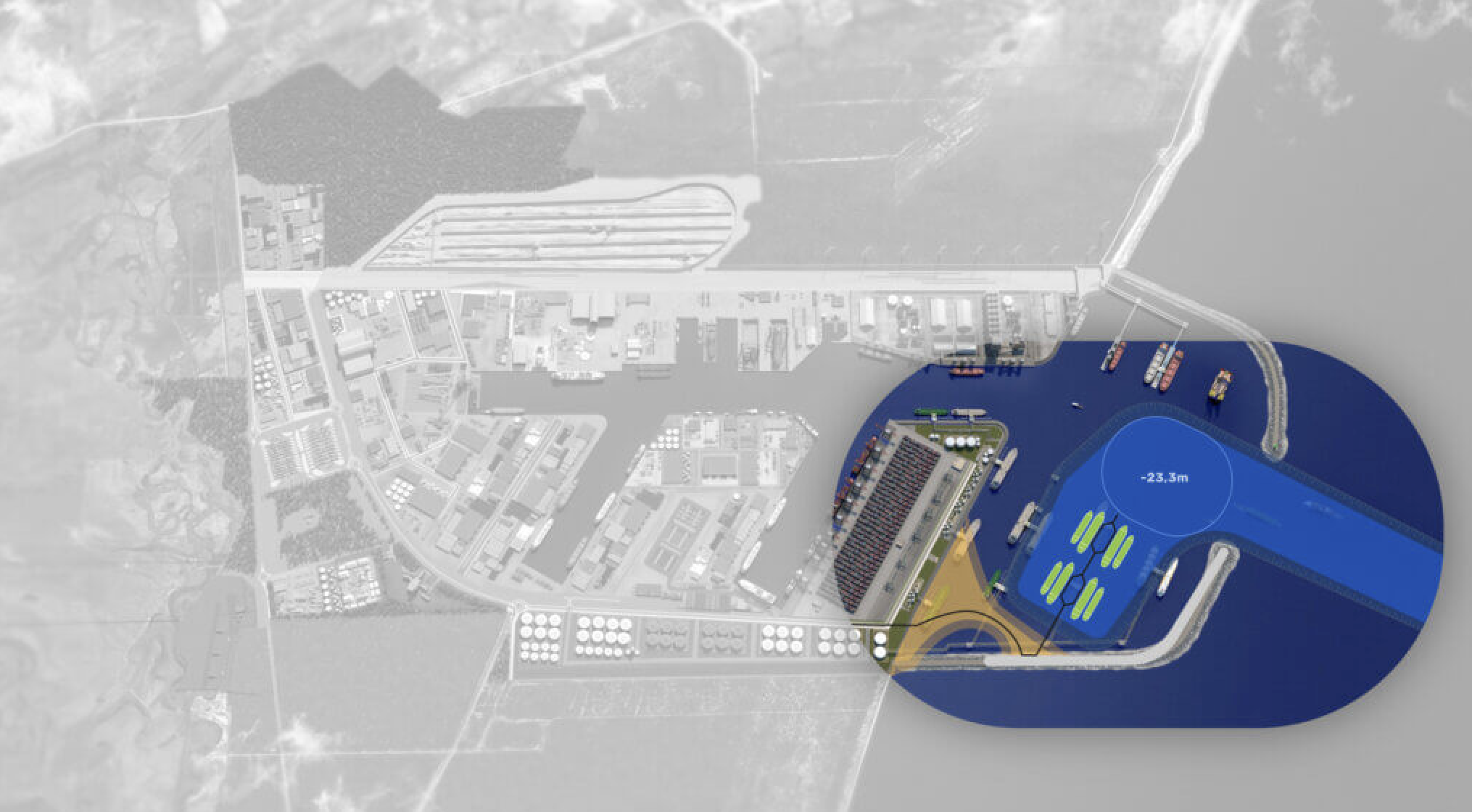
Direitos Autorais: KICk Group

Será instalado em uma área onshore de 1.707,70 hectares e desenvolvido em 5 fases. Na Fase 1, a área ocupada será de 65,58 hectares. As obras iniciaram em dezembro de 2024, com a conclusão da última fase esperada para 2040.
O investimento inicial de cerca de R$ 2,6 bilhões envolve a construção das estruturas portuárias para acomodar terminais de transbordo de petróleo entre navios de grande porte e granéis líquidos de águas profundas. 
O projeto tem potencial para melhorar a competitividade do Brasil, facilitando o acesso a mercados globais e atendendo setores como petróleo e gás natural, granéis líquidos, energia, agronegócio, e carga geral.
Além disso, localizado em uma região com alto potencial para geração de energia, com alto índice de irradiação solar e ventos adequados para a geração de energia eólica, passou a prever a produção de hidrogênio verde em larga escala para atender aos mercados doméstico e internacional, com a planta a ser instalada dentro da Zona de Processamento de Exportação (ZPE) do Porto Central.

### História
O Porto Central foi concebido em 2011 pela TPK Logística S.A., cujo objetivo inicial era desenvolver uma base de apoio offshore para a indústria de óleo e gás no Brasil. Na mesma época, o Porto de Roterdã, o maior da Europa, realizou um estudo que identificou a necessidade de novos investimentos portuários no Brasil e recomendou a construção de um porto de águas profundas no Espírito Santo.
O projeto expandiu para se tornar um dos maiores complexos portuários industriais do país.

### Infraestrutura e Operação
O Porto Central será operado como um condomínio portuário, no qual múltiplos usuários compartilharão a infraestrutura, otimizando as operações portuárias e promovendo sinergias entre as atividades industriais e logísticas. Também contará com infraestrutura moderna e tecnologia de ponta, proporcionando maior eficiência operacional e reduzindo os tempos de espera.

### Licenciamento Ambiental
O Ibama emitiu as principais licenças ambientais para o Porto Central, incluindo a Licença Prévia nº 498/2014 e a Licença de Instalação nº 1436/2023, que autoriza o início da primeira fase de construção.

### Impacto Socioeconômico e Contratação
O Porto Central deverá gerar oportunidades de emprego tanto diretas quanto indiretas ao longo das fases de construção e operação. Contudo, a empresa tem sido taxativa ao afirmar que vai priorizar a contratação de trabalhadores locais e implementará programas de capacitação profissional para preparar a mão de obra. O recrutamento será divulgado por meio de parcerias com o Sine e outros canais de emprego nos municípios de influência das projeto.

### Polêmicas envolvendo a obra
Em março de 2024, a ONG REDI lançou um documentário no YouTube com o título "Antes Que O Porto Venha". Em sua descrição, a ONG diz que este "é um documentário que lança luz sobre o embate socioambiental desencadeado pelo projeto do Porto Central nos municípios de São Francisco do Itabapoana (RJ) e Presidente Kennedy (ES). Em meio à crise climática global, esse empreendimento industrial ameaça devastar uma grande área de restinga nativa em Praia das Neves, colocando em risco não apenas o ecossistema, mas também estrutura e tradição religiosa do Santuário de Nossa Senhora das Neves e a subsistência de milhares de pessoas que dependem da pesca artesanal. Com entrevistas profundas das comunidades locais e especialistas, o documentário não só expõe as preocupações e desafios enfrentados, mas também celebra a riqueza cultural e ambiental da região. Uma chamada à ação, este filme é um grito urgente para defender um povo e um território ameaçados pelas injustiças socioambientais e climáticas no litoral do Brasil."
O documentário já acumula milhares de visualizações na plataforma de vídeos e convida o público a refletir sobre os impactos da construção do Porto Central.